# 丘萨
丘萨（義大利語：Chiusa；拉定語：或），是意大利博尔扎诺-上阿迪杰自治省的一个市镇。总面积51.37平方公里，人口5134人，人口密度99.9人/平方公里（2009年）。ISTAT代码为021022。